# Vindkraft i Portugal
Vindkraften i Portugal står för drygt 20 % av landets elförsörjning. Den expanderade snabbt under det tidigare 2000-talet, men har från 2010-talet legat på en relativt jämn nivå.
Vindkraften är nästan helt på land, den totala kapaciteten från havsbaserad vindkraft var 2023 bara 25 MW (ungefär 0,2 % av den totala vindkraftskapaciteten). Den låg också nästan helt på Portugisiska fastlandet, som hade en kapacitet på 5 770 MW, medan Madeira hade en kapacitet på 64,2 MW och Azorerna 36,7 MW. De flesta parkerna ligger i den norra delen av landet. Vindkraftverken är relativt små; en maxeffekt på 2 MW klart vanligast. Den största vindkraftsparken är Alto Minho vindkraftspark på 292,5 MW. Även Alto da Coutada, Douro Sul och Pinhal Interior har en maxeffekt på över 150 MW.
Störst potential finns i de norra, bergiga delarna. Även om Portugal har en relativt lång kuststräcka gör de stora djupen att det är svårt att anlägga havsbaserad vindkraft annat än inom begränsade områden.